# Gustav Pohl
Gustav Pohl (* 24. Dezember 1835 in Hamburg; † 23. Juli 1907 ebenda) war ein Hamburger Kaufmann und Politiker.
Pohl war selbstständiger Kaufmann in Firma Gustav Pohl. Er gehörte der Direktion für Europa der Home Feuerassekuranz Companie sowie der The Equitable Life Assurance Society of the United States in New York City an. Von 1871 bis 1883 war er Mitglied der Hamburgischen Bürgerschaft. Er schloss sich der Fraktion Linkes Zentrum an. Von 1882 bis 1887 wirkte er als Steuerschätzbürger. 1891 wurde Pohl durch Herzog Ernst II. von Sachsen-Coburg und Gotha zum Freiherrn nobilitiert. Offenbar ignorierte der Hamburger Senat Pohls Gesuch um die entsprechende Namensänderung.

## Quelle
- Mitgliederverzeichnis der Hamburgischen Bürgerschaft 1859 bis 1959 – Kurzbiographien. Zusammengestellt und bearbeitet von Franz Th. Mönckeberg. Gebundenes Schreibmaschinenmanuskript;  Nr. 1284.